# Zajímavé časy
Zajímavé časy (v originále Interesting Times) je humoristická fantasy kniha Terryho Pratchetta, sedmnáctá ze série Zeměplocha. V angličtině byla poprvé vydána v roce 1994 s obalem kresleným Joshem Kirbym, český překlad Jana Kantůrka vyšel v roce 1998. Název knihy vychází z čínské kletby respektive přísloví „Nechť žiješ v zajímavých časech“.

## Obsah
Děj knihy se odehrává na Vyvažovacím kontinentu v Agateánské říši (při jejímž popisu se Terry Pratchett nechal inspirovat historickou podobou Číny). Barbar Cohen, legendární barbarský hrdina, toho času již v pokročilém důchodovém věku, se rozhodne, že se na stará kolena „usadí“ – se svou hordou čítající několik vysloužilých barbaských válečníků s věkovým průměrem někde kolem devadesáti let se chystá zmocnit císařského trůnu.
To se mu nakonec opravdu podaří, je mu ale vysvětleno, že post císaře nelze jen tak ukrást – je třeba vybojovat řádnou bitvu. Cohen přijímá tuto výzvu, přestože to znamená stát v otevřeném poli proti zhruba stotisícinásobné přesile.
V paralelní dějové linii je Mrakoplaš proti své vůli nejprve teleportován z tropického ostrova, kde žil klidným idylickým životem trosečníka, do Ankh-Morporku, a posléze na Vyvažovací kontinent – jeho vládci si totiž u správce Ankh-Morporku lorda Vetinariho objednala zaslání „Velkého Máka“, jehož popis přesně odpovídá Mrakoplašovi.
Mrakoplaš se proti své vůli postaví do čela revolučního odbojového hnutí mládeže, které je intrikami nejvyššího úředníka – lorda Honga – směřováno k vraždě císaře. Mrakoplaš se tak nakonec ocitá po boku Cohena a jeho válečníků a šťastnou náhodou se mu podaří rozhodnout bitvu v jejich prospěch. Jmenování arcikancléřem (tj. představeným mágů) celé říše se již nedočká, neboť je do třetice proti své vůli teleportován ankh-morporkskými mágy – tentokrát nešťastnou náhodou na světadíl XXXX, jehož skutečným předobrazem byla Pratchettovi pro změnu Austrálie.
Na děj Zajímavých časů volně navazuje další kniha z „mrakoplašovské série“ - Poslední kontinent.